# Солохівське газоконденсатне родовище

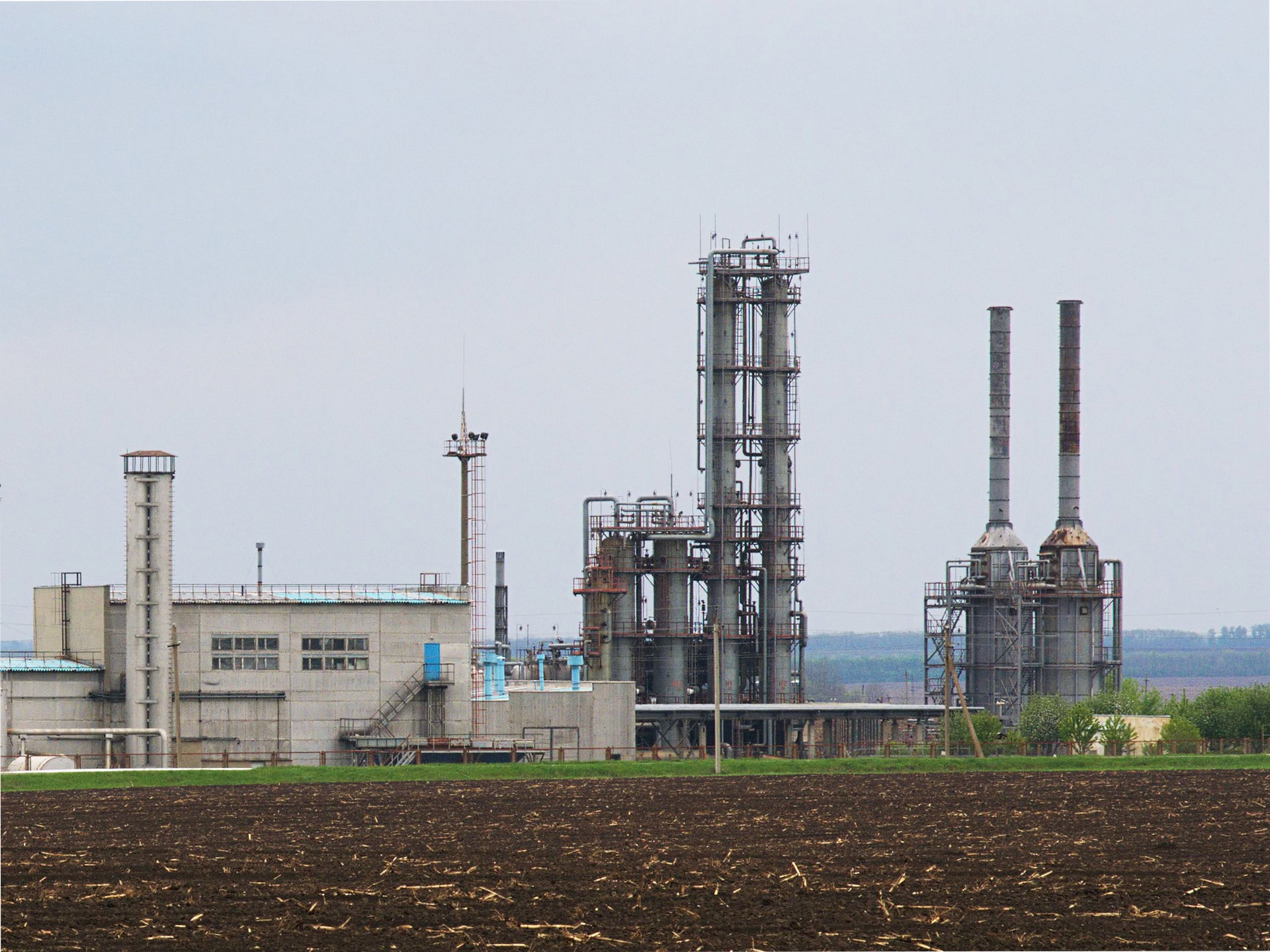
Промисел на Солохівському газоконденсатному родовищі

Солохівське газоконденсатне родовище — газоконденсатне родовище, що належить до Глинсько-Солохівського газонафтоносного району Східного нафтогазоносного регіону України.

## Опис
Розташоване в Полтавській області на відстані 10 км від смт Опішня .
Знаходиться в центральній частині приосьової зони Дніпровсько-Донецької западини в межах Солохівсько-Диканського структурного валу.
Підняття виявлене в 1952 р.
Структура є криптодіапіровою брахіантикліналлю субширотного простягання, ускладненою різноорієнтованими скидами амплітудою до 200 м. Розміри підняття в утвореннях юри 12,0х5,0 м, амплітуда 70 м, а по покрівлях візейського продуктивного горизонту — 11,0х4,0 м, амплітуда понад 500 м. Перший промисл. приплив газу отримано з утворень байоського ярусу середньої юри з інт. 848—855 м у 1954 р.
Поклади пластові, склепінчасті, тектонічно екрановані, деякі також літологічно обмежені. Колектори — пісковики.
Експлуатується з 1961 р. Режим покладів пружноводонапірний. Запаси початкові видобувні категорій А+В+С1: газу — 14508 млн. м³; конденсату — 493 тис. т.

## Галерея

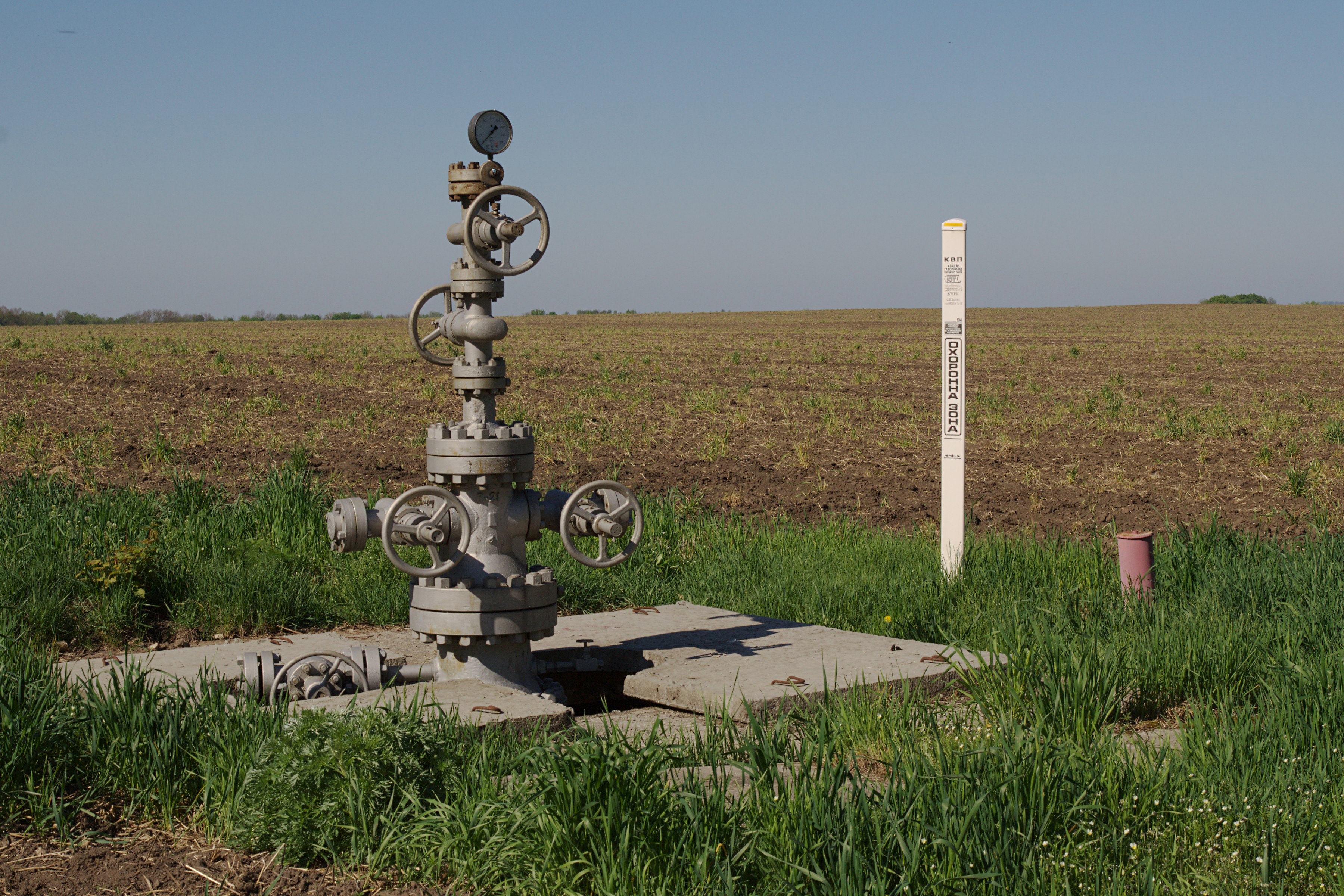
Фонтанна ялинка на рекультивованому полі
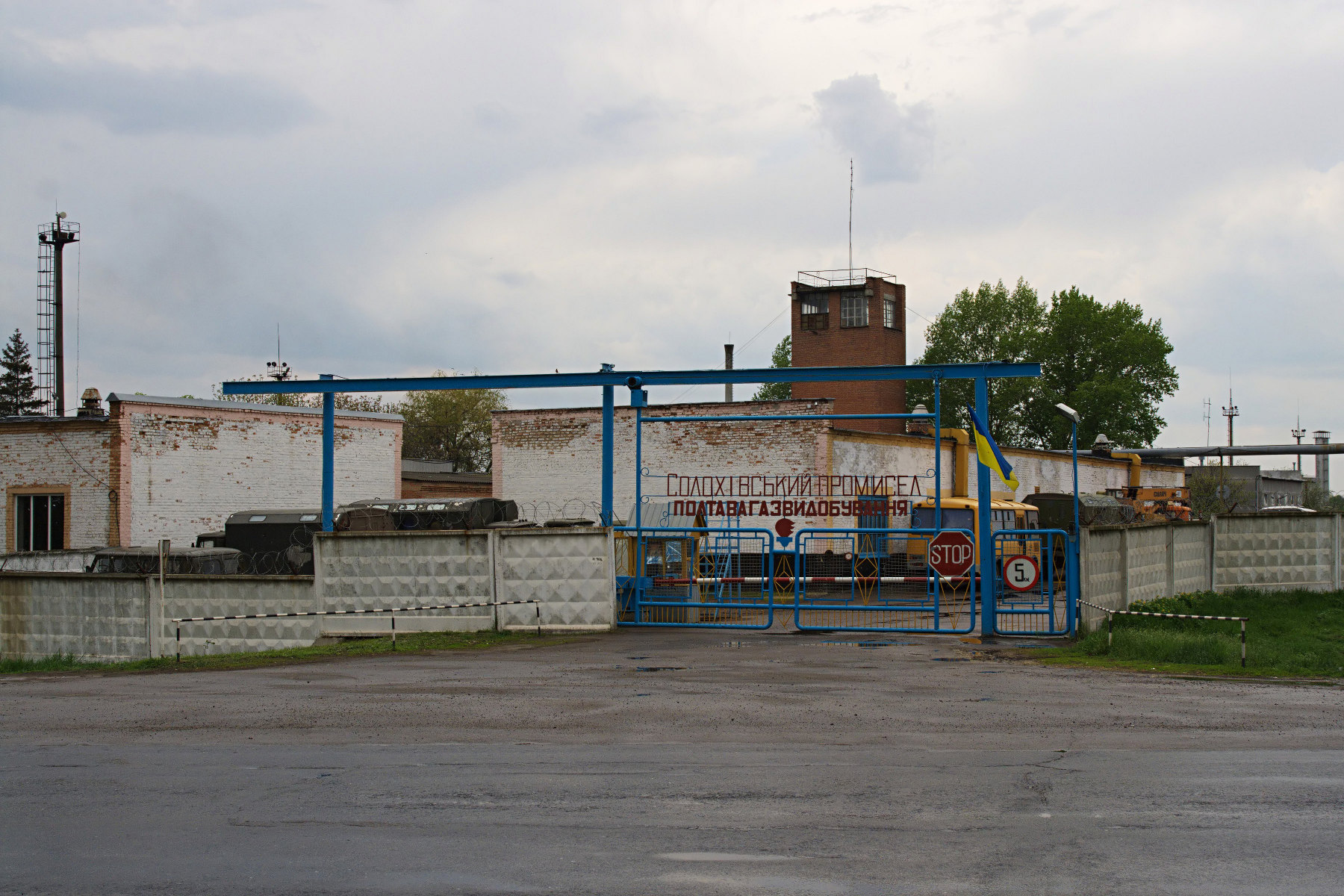
Солохівський газопромисел — головний в’їзд
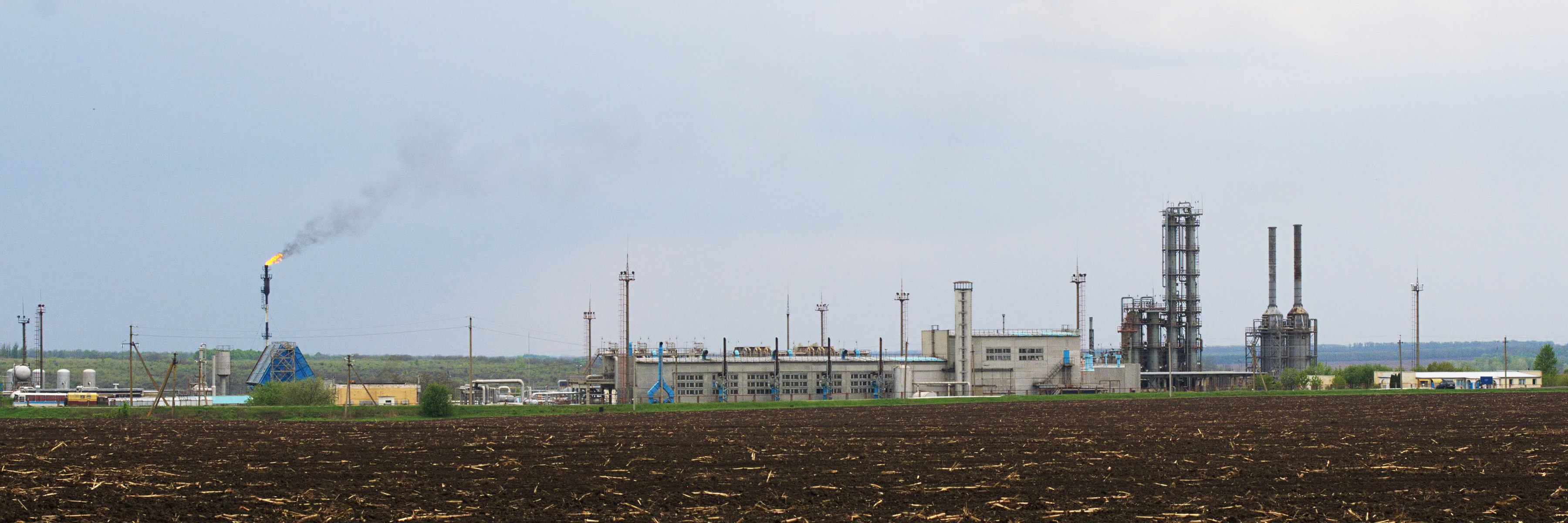
Солохівський газопромисел — загальний вигляд